# Daniele Roscia
Daniele Roscia (Vobarno, 19 marzo 1954) è un politico italiano.

## Carriera politica
Diplomato ragioniere, nel 1989 aderì alla Lega Lombarda, nella quale si creò la fama di essere uno dei più fedeli alla linea del segretario Umberto Bossi. La sua prima esperienza nelle istituzioni fu nel consiglio comunale di Salò. Dal 1992 al 1993 ricoprì l'incarico di segretario provinciale della Lega a Brescia e nel 1993 fu eletto sindaco di Gargnano col 33% dei voti, carica che confermò nel 1997 col 45,3%.
Nel 1994 venne eletto alla Camera dei deputati con la Lega Nord per la XII legislatura, nel collegio uninominale di Rezzato, sostenuto dalla coalizione del Polo delle Libertà, ottenendo il 54,55% dei voti. Nel 1996 fu rieletto col 41,37% con l'appoggio della sola Lega. Fu durante questa legislatura che acquisì fama nazionale, quando, durante il voto di fiducia chiesto dal presidente del consiglio Romano Prodi in seguito alla decisione di Rifondazione Comunista di uscire dalla maggioranza, si avvicinò al banco della presidenza offrendo di far uscire dall'aula qualche deputato leghista per assicurare la sopravvivenza del governo, in cambio dello statuto speciale per le regioni dell'Italia settentrionale e dell'assegnazione di una rete RAI alla Lega Nord. Prodi, che declinò l'offerta, denunciò l'accaduto qualche giorno dopo, provocando le ire di Bossi che inizialmente lo liquidò come una millanteria. Roscia invece confermò le parole di Prodi ma dichiarò anche di aver agito di propria iniziativa, senza consultare preventivamente Bossi che quindi ne sarebbe stato effettivamente all'oscuro. Questa vicenda segnò una crisi nei rapporti tra Bossi e Roscia, che infatti al successivo congresso della Lega Nord, tenutosi nel luglio 1999, appoggiò la mozione di Domenico Comino che richiedeva un cambio nella linea politica del movimento, con l'apertura di un dialogo coi partiti del Polo per le Libertà. La mozione fu respinta e Roscia fu espulso, assieme a Comino. In parlamento aderì al Gruppo misto e fondò un proprio movimento denominato Lombardia Lombardia, che a inizio 2000 aderì agli Autonomisti per l'Europa (ApE) che vedevano in Comino il proprio leader.
Durante la crisi del primo governo D'Alema, Roscia diede nuovamente la disponibilità a sostenere il governo uscente di centrosinistra, sostituendo i Socialisti Democratici Italiani di Enrico Boselli, alle stesse condizioni poste a Prodi l'anno precedente, ma anche in questo caso la proposta non ebbe seguito.
L'ApE non fu presente alle elezioni regionali in Lombardia del 2000, mentre partecipò a quelle piemontesi e venete ma con risultati inferiori alle aspettative. Per le successive elezioni politiche del 2001 strinse un accordo con Democrazia Europea di Sergio D'Antoni, in base al quale Roscia fu candidato nel collegio uninominale del Senato di Desenzano del Garda, ottenendo l'1,9% dei voti, senza essere eletto.
Dal 2004 al 2009 è stato consigliere comunale per una lista civica a Roè Volciano.